# Nismo
Nismo, od Nissan Motorsport International Limited (jap. ニッサン・モータースポーツ・インターナショナル株式会社 Nissan Mōtā Supōtsu Intānashonaru Kabushiki-gaisha) – japońskie przedsiębiorstwo będące częścią Nissan Motor Company, założone 17 września 1984 roku. Nismo zajmuje się tuningiem samochodów marki Nissan oraz projektowaniem i produkcją części (m.in. elementów silnika, elementów zawieszenia, spojlerów).

## Wyścigi
Samochody modyfikowane przez Nissan Motorsports brały udział w wyścigach:
- All Japan Sports Prototype Championship
- Formuła Nippon
- Japanese Touring Car Championship
- 24h Le Mans
- 24h Daytona
- Super GT.

## Odbiór
Części Nismo znalazły się w grze komputerowej Gran Turismo.